# Tabula rasa

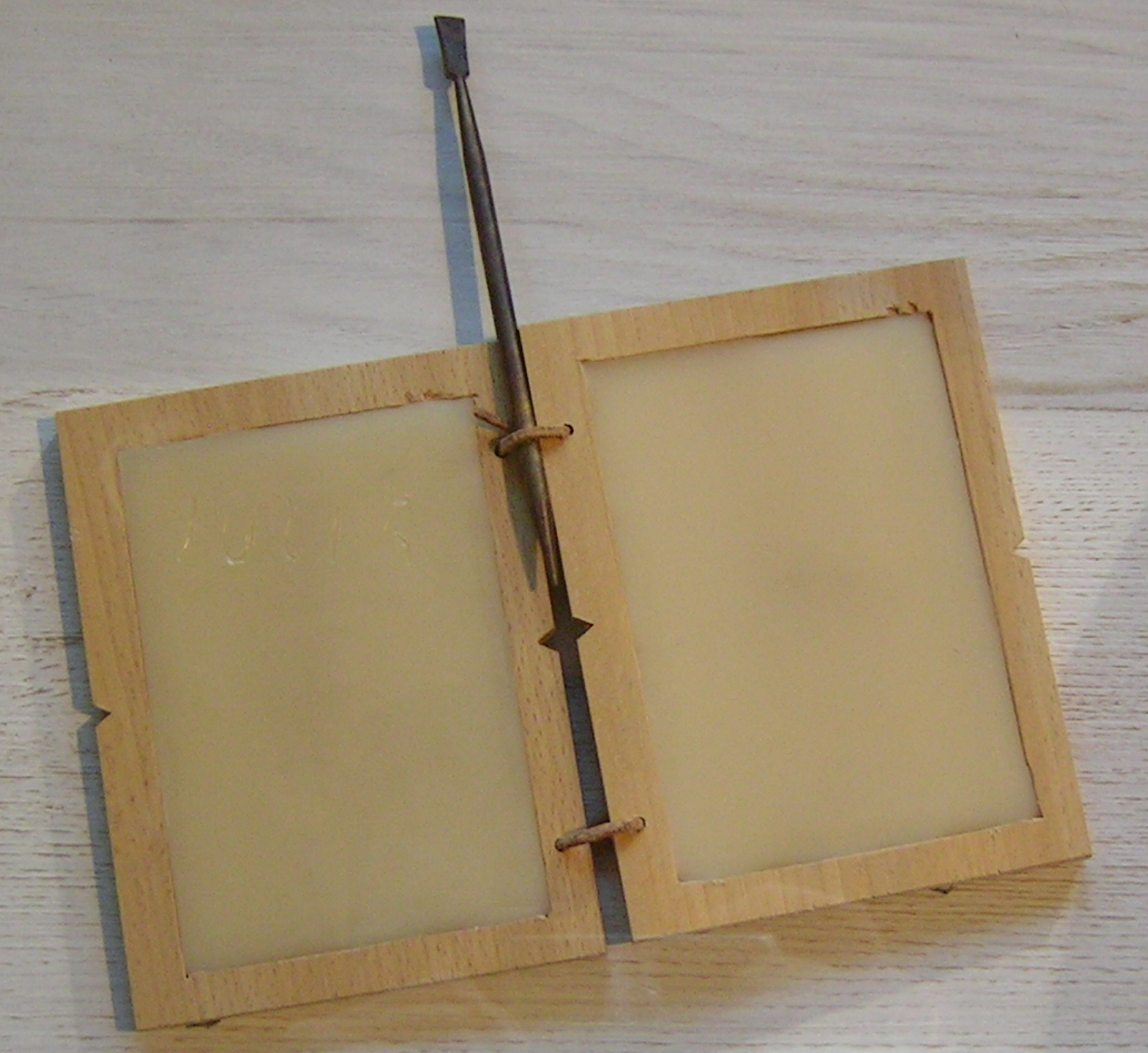
Wachstafel mit Griffel

Der lateinische Ausdruck tabula rasa (tabula „Tafel“ und rasa „geschabt“, radere „schaben“) bezeichnet ursprünglich eine wachsüberzogene Schreibtafel, die durch Abschaben der Schrift geglättet wurde und wie ein unbeschriebenes Blatt neu beschrieben werden konnte.
Im übertragenen Sinne bedeutet tabula rasa so viel wie „leer und aufnahmebereit wie ein unbeschriebenes Blatt“. In der Philosophie wurde mit dieser Metapher die Seele (als Ort der Erkenntnis der Menschen) in ihrem ursprünglichen Zustand bezeichnet, bevor sie Eindrücke von der Außenwelt empfängt. Auch in der Psychologie wird die Frage gestellt, ob die Psyche oder das Gehirn des Menschen anfänglich einem unbeschriebenen Blatt gleicht, das im Lauf des Lebens beschrieben wird. Mit der Redewendung Tabula rasa (machen) wird in anderen Zusammenhängen ein radikaler Neubeginn angesprochen.

## Philosophie

### Antike
Schon Aischylos spricht davon, dass sich die Erlebnisse „in die Tafeln der Sinne“ eingraben.
Platon vergleicht (nur) das Gedächtnis mit einer Wachstafel. In Platons Dialog Theaitetos sagt Sokrates:

„So setze mir nun, damit wir doch ein Wort haben, in unsern Seelen einen wächsernen Guß, welcher Abdrücke aufnehmen kann, bei dem einen größer, bei dem andern kleiner, bei dem einen von reinerem Wachs, bei dem andern von schmutzigerem, auch härter bei einigen und bei andern feuchter, bei einigen auch gerade so, wie er sein muß. […] Dieser, wollen wir sagen, sei ein Geschenk von der Mutter der Musen, Mnemosyne; und wessen wir uns erinnern wollen von dem Gesehenen oder Gehörten oder auch selbst Gedachten, das drücken wir in diesen Guß ab, indem wir ihn den Wahrnehmungen und Gedanken unterhalten, wie beim Siegeln mit dem Gepräge eines Ringes. Was sich nun abdrückt, dessen erinnern wir uns und wissen es, solange nämlich sein Abbild vorhanden ist. Hat sich aber dieses verlöscht oder hat es gar nicht abgedruckt werden können, so vergessen wir die Sache und wissen sie nicht.“

Im Kontext wird erörtert, was taugliche Erkenntnis eigentlich sei. Die dabei gewonnenen Thesen werden am Ende von Sokrates sämtlich zurückgewiesen. Im Hintergrund steht die platonische Anamnesis-Lehre.
Auch bei Aristoteles, einem Schüler und Kritiker Platons in vielfacher Hinsicht, auch bezüglich dessen Erkenntnistheorie, findet man in seinem Buch Über die Seele („Περί Ψυχῆς“) einen Vergleich zwischen der Seele und einer Wachstafel:

„Insofern es (das Denken) mit seinem Gegenstand etwas gemein hat, scheint doch der eine Teil (des Denkens) tätig zu sein, der andere empfangend. Das folgt auch, wenn sie selbst (die denkende Seele) gedacht werden kann. […] die Vernunft [fällt] der Anlage nach mit ihren Gegenständen zusammen […], aber in Wirklichkeit mit keinem, bevor sie denkt. Man muß sich das vorstellen wie bei einer Tafel, auf der noch nichts wirklich geschrieben steht.“

Auch bei den Stoikern findet sich der Vergleich der Seele mit einer Wachstafel.

### Mittelalter
Im Mittelalter wird der Gedanke von mehreren Philosophen aufgegriffen, so von Albertus Magnus, Franciscus Mercurius van Helmont und Thomas von Aquin.
Bei Thomas von Aquin heißt es:

“Intellectus autem humanus […] est in potentia respectu intelligibilium, et in principio est sicut tabula rasa in qua nihil est scriptum, ut philosophus dicit in III de anima. Quod manifeste apparet ex hoc, quod in principio sumus intelligentes solum in potentia, postmodum autem efficimur intelligentes in actu.”

„Der menschliche Intellekt aber ist in Potenz bezüglich des Intelligiblen und am Anfang ist er wie eine unbeschriebene Tafel, wie der Philosoph [Aristoteles] im 3. Buch von De anima sagt. Das wird daran offensichtlich, dass wir am Anfang nur der Möglichkeit, später aber der Wirklichkeit nach intelligent sind.“

### Neuzeit
In der Neuzeit vertrat schon Pierre Gassendi, der „Stammvater des neuzeitlichen Empirismus“ und zeitgenössischer Gegenspieler von Descartes, eine Tabula-rasa-These.
Insbesondere John Locke (1632–1704) griff das Bild von der Seele/dem Verstand als tabula rasa auf und integrierte es in seine empiristische Erkenntnistheorie. Die Seele ist laut Locke bei der Geburt „ein unbeschriebenes Blatt“, im Verlauf des Lebens wird sie durch die Erfahrung geprägt. Lockes materialistischer Sensualismus nutzte diese These gegen die Lehre von den angeborenen Ideen (ideae innatae), wobei er konkret an die idealistischen Philosophen der Cambridger Schule (Cambridger Platonismus: Henry More, Ralph Cudworth), aber auch an Herbert von Cherbury sowie Descartes und seine Anhänger wie überhaupt an die von Platon und der Stoa beeinflussten Philosophen dachte, die das Vorhandensein angeborener Begriffe und Prinzipien mit Nachdruck vertreten hatten. Vor allem Grundbegriffe der Mathematik und Logik wurden als angeborene Ideen betrachtet. Seit Locke wird der Ausdruck tabula rasa nur noch empiristisch aufgefasst.
Mit seinen Auffassungen vertiefte Locke den materialistischen Empirismus von Francis Bacon. Sie übten auf die philosophische Entwicklung des 18. und 19. Jahrhunderts einen bedeutenden Einfluss aus. Da aber die vornehmlich materialistischen Anschauungen Lockes sehr widersprüchliche Momente in sich bargen, konnten so verschiedene Philosophen wie George Berkeley und Denis Diderot an seinen Sensualismus anknüpfen.
Leibniz widersprach einer absoluten Tabula-rasa-Lehre. Nach ihm gilt (nur): Nichts ist im Verstand, was nicht zuvor in den Sinnen gewesen ist – außer der Verstand selbst, d. h. die angeborenen Ideen und Erkenntnisstrukturen. Nach Leibniz gleicht der Verstand eines Neugeborenen „nicht einer leeren Wachstafel, sondern einem Stück Marmor, das Adern hat.“ Grundbegriffe und die Prinzipien der Widerspruchsfreiheit und der Satz vom zureichenden Grund liegen nach Leibniz als Dispositionen vor.
Ebenso widersprach Immanuel Kant der empiristischen Theorie; er hielt gewisse Vorstellungen (wie die Vorstellung des euklidischen Raumes oder die des Gottesbegriffes) für dem Menschen angeboren.

## Psychologie
In der Neuzeit hat Sigmund Freud den Begriff des unbeschriebenen Blattes in seiner Abhandlung „Notiz über den Wunderblock“ (1925) in Bezug auf das System Wahrnehmung-Bewusstsein in Abgrenzung zum Unbewussten verwendet.
Einige moderne Wissenschaftsdisziplinen haben die Vorstellung von der Tabula rasa in Frage gestellt. Kognitionswissenschaftler haben verschiedene angeborene Mechanismen identifiziert, die Voraussetzung für Lernen sind (z. B. einen Sinn für Objekte und Zahlen, eine Theory of Mind). Laut der Evolutionspsychologie gibt es eine Reihe von kulturellen, gesellschaftlichen, sprachlichen, verhaltensbezogenen und psychologischen Merkmalen, die sich in allen menschlichen Populationen finden. Zweitens können viele menschliche Charakteristika (z. B. Appetit, Rache, Attraktivität) nur als evolutionäre Anpassungen im Kontext der Jäger und Sammler verstanden werden. Die Neurowissenschaft hat gezeigt, dass das pränatale Gehirn komplexe Verschaltungen durchläuft, die genetisch gesteuert werden. Auch verträgt sich die Tabula rasa nicht mit der Erkenntnis der Verhaltensgenetik, dass alle Persönlichkeitseigenschaften teilweise erblich sind.

## Völkerrecht
Zum Tabula-rasa-Prinzip im Völkerrecht siehe Clean slate rule.